# Andrew Bogut
Andrew Michael Bogut (Melbourne, 28 november 1984) is een Australische voormalig basketballer van Kroatische afkomst.

## Carrière
Bogut verhuisde in 2003 naar de Verenigde Staten. Hij werd in het seizoen 2004/05 als speler van Utah Utes door ESPN.com verkozen tot National Player of the Year, waarmee hij de eerste niet-Amerikaanse speler was die die prijs won. Ook manifesteerde hij zich als een vaste waarde in het nationale team van Australië. Bogut werd via de NBA Draft van 2005 vervolgens ingelijfd bij zijn eerste NBA-team, de Milwaukee Bucks als eerste in de draft.
Bogut speelde bijna acht jaar in Milwaukee, Hij ging vervolgens in maart 2013 samen met Stephen Jackson naar de Golden State Warriors, in ruil voor Monta Ellis, Ekpe Udoh en Kwame Brown. Hier werd hij ploeggenoot van onder anderen Stephen Curry, Klay Thompson en Draymond Green. Samen met hen won hij in de NBA Finale van 2014/15 met 4-2 van een Cleveland Cavaliers met onder anderen LeBron James, Kyrie Irving, Kevin Love en J.R. Smith. Dit was voor Golden State Warriors de eerste NBA-titel sinds 1975. Bogut en de Golden State Warriors bereikten ook in 2015/16 de NBA-finale en kwamen daarin uit tegen vrijwel hetzelfde Cleveland Cavaliers als een jaar eerder. Zijn ploeggenoten en hij namen een 3-1 voorsprong in wedstrijden, maar verloren ditmaal met 3-4. Hij miste zelf de laatste twee wedstrijden van de serie nadat hij in wedstrijd vijf een knieblessure opliep na een botsing met J.R. Smith.
In 2016 tekende hij een contract bij de Dallas Mavericks, na een jaar werd zijn contract ontbonden en tekende hij bij de Cleveland Cavaliers. Nadat hij in zijn eerste wedstrijd zijn been brak werd hij een week later ontslagen. Hij tekende datzelfde jaar een contract bij de Los Angeles Lakers waar hij tot in januari 2019 speelde. Hij keerde terug naar Australië om bij zijn zwangere echtgenote te zijn en ging spelen voor de Sydney Kings. Hij keerde nog kort terug naar de NBA bij de Golden State Warriors. In 2020 sloot hij zijn carrière af in Australië.

## Erelijst
- NBA-kampioen: 2015
- All-NBA Third Team: 2010
- NBA All-Defensive Second Team: 2015
- NBA All-Rookie First Team: 2006
- Australian International Player of the Year: 2016
- NBL Most Valuable Player: 2019
- All-NBL First Team: 2019
- NBL Best Defensive Player: 2019
- All-NBL Second Team: 2020
- Oceanisch kampioenschap: 2015
- Nummer 4 teruggetrokken door de Utah Utes

## Statistieken

### Regulier seizoen
| Seizoen  | Team                  | WG  | WS  | MPW  | 2P%  | 3P%   | FW%   | RPW  | APW | SPW | BPW | PPW  |
| -------- | --------------------- | --- | --- | ---- | ---- | ----- | ----- | ---- | --- | --- | --- | ---- |
| 2005/06  | Milwaukee Bucks       | 82  | 77  | 28,6 | 53,3 | 0,0   | 62,9  | 7,0  | 2,3 | 0,6 | 0,8 | 9,4  |
| 2006/07  | Milwaukee Bucks       | 66  | 66  | 34,2 | 55,3 | 20,0  | 57,7  | 8,8  | 3,0 | 0,7 | 0,5 | 12,3 |
| 2007/08  | Milwaukee Bucks       | 78  | 78  | 34,9 | 51,1 | 0,0   | 58,7  | 9,8  | 2,6 | 0,8 | 1,7 | 14,3 |
| 2008/09  | Milwaukee Bucks       | 36  | 33  | 31,2 | 57,7 | —     | 57,1  | 10,3 | 2,0 | 0,6 | 1,0 | 11,7 |
| 2009/10  | Milwaukee Bucks       | 69  | 69  | 32,3 | 52,0 | 0,0   | 62,9  | 10,2 | 1,8 | 0,6 | 2,5 | 15,9 |
| 2010/11  | Milwaukee Bucks       | 65  | 65  | 35,3 | 49,5 | 0,0   | 44,2  | 11,1 | 2,0 | 0,7 | 2,6 | 12,8 |
| 2011/12  | Milwaukee Bucks       | 12  | 12  | 30,3 | 44,9 | 0,0   | 60,9  | 8,3  | 2,6 | 1,0 | 2,0 | 11,3 |
| 2012/13  | Golden State Warriors | 32  | 32  | 24,6 | 45,1 | 100,0 | 50,0  | 7,7  | 2,1 | 0,6 | 1,7 | 5,8  |
| 2013/14  | Golden State Warriors | 67  | 67  | 26,4 | 62,7 | —     | 34,4  | 10,0 | 1,7 | 0,7 | 1,8 | 7,3  |
| 2014/15  | Golden State Warriors | 67  | 65  | 23,6 | 56,3 | —     | 52,4  | 8,1  | 2,7 | 0,6 | 1,7 | 6,3  |
| 2015/16  | Golden State Warriors | 70  | 66  | 20,7 | 62,7 | 100,0 | 48,0  | 7,0  | 2,3 | 0,5 | 1,6 | 5,4  |
| 2016/17  | Dallas Mavericks      | 26  | 21  | 22,4 | 46,9 | 0,0   | 27,3  | 8,3  | 1,9 | 0,5 | 1,0 | 3,0  |
| 2016/17  | Cleveland Cavaliers   | 1   | 0   | 1,0  | —    | —     | —     | 0,0  | 0,0 | 0,0 | 0,0 | 0,0  |
| 2017/18  | Los Angeles Lakers    | 24  | 5   | 9,0  | 68,0 | —     | 100,0 | 3,3  | 0,6 | 0,2 | 0,5 | 1,5  |
| 2018/19  | Golden State Warriors | 11  | 5   | 12,2 | 50,0 | —     | 100,0 | 5,0  | 1,0 | 0,3 | 0,7 | 3,5  |
| Carrière | Carrière              | 706 | 661 | 28,1 | 53,5 | 12,0  | 55,7  | 8,7  | 2,2 | 0,6 | 1,5 | 9,6  |

### Play-offs
| Seizoen  | Team                  | WG | WS | MPW  | 2P%  | 3P% | FW%  | RPW  | APW | SPW | BPW | PPW |
| -------- | --------------------- | -- | -- | ---- | ---- | --- | ---- | ---- | --- | --- | --- | --- |
| 2005/06  | Milwaukee Bucks       | 5  | 5  | 34,4 | 43,5 | —   | 37,5 | 6,2  | 3,4 | 0,6 | 0,0 | 8,6 |
| 2012/13  | Golden State Warriors | 12 | 12 | 27,3 | 58,2 | —   | 34,8 | 10,9 | 1,8 | 0,5 | 1,5 | 7,2 |
| 2014/15  | Golden State Warriors | 19 | 18 | 23,2 | 56,0 | 0,0 | 38,5 | 8,1  | 1,9 | 0,6 | 1,8 | 4,7 |
| 2015/16  | Golden State Warriors | 22 | 22 | 16,6 | 62,3 | 0,0 | 35,7 | 5,7  | 1,4 | 0,6 | 1,6 | 4,6 |
| 2018/19  | Golden State Warriors | 19 | 6  | 9,4  | 64,9 | —   | 80,0 | 3,9  | 1,1 | 0,3 | 0,3 | 2,7 |
| Carrière | Carrière              | 77 | 63 | 19,3 | 57,3 | 0,0 | 39,7 | 6,7  | 1,6 | 0,5 | 1,2 | 4,8 |